# غايب يورك
غايب يورك (بالإنجليزية: Gabe York)‏ مواليد 2 أغسطس 1993 في ويست كوفينا، هو لاعب كرة سلة أمريكي. بدأ مسيرته الاحترافية في سنة 2016. يلعب في دوري الرابطة الوطنية لفئة التطوير كلاعب هجوم خلفي. يحمل الرقم 23. يبلغ طوله 6 قدم 3 بوصة (1.9 م). لعب مع جويرينو فانولي باسكت في ليغا باسكيت الدرجة الأولى.

## روابط خارجية
- غايب يورك على موقع إن بي أي (الإنجليزية)
- غايب يورك على موقع سبورتس رفرنس (الإنجليزية)
- غايب يورك على موقع كرة السلة الأوروبية.كوم (الإنجليزية)
- غايب يورك على موقع كلية كرة السلة في سبورتس رفرنس.كوم (الإنجليزية)
- غايب يورك على موقع ريلجم (الإنجليزية)
- غايب يورك على موقع بروبوليرز (الإنجليزية)
- غايب يورك على موقع سبورتس رفرنس (الإنجليزية)
- غايب يورك على موقع سبورتس رفرنس (الإنجليزية)